# Su Rui
Su Rui cuyo nombre verdadero es Julie Su, es una cantante de pop taiwanesa nacida el 13 de junio de 1952, muy popular especialmente en la década de los años 1980. La canción "The Same Moonlight" o "La luz de la luna en la misma", fue llevada a una desconocida sensación para cantar en Taiwán durante la noche cuando fue lanzado en 1983. Su popularidad en China se equipó con la de Teresa Teng, cuando su canción del golpe "Sigue tus sentimientos "se hizo muy popular a finales de 1980, aun cuando su popularidad empezó a declinar en Taiwán.

## Temas musicales
- 奉献
- 跟着感觉走
- 酒干倘卖无
- 一样的月光
- 亲爱的小孩
- 是否
- 再回首
- 沉默的母亲
- 是不是这样
- 请跟我来
- 一样的感觉
- 憑著愛